# Вид Коллиура
«Вид Коллиура» (правильнее «Вид Кольюра», фр. Vue de Collioure) — картина французского художника-фовиста Анри Матисса из собрания Государственного Эрмитажа.
Картина является видом французского городка Кольюра (Коллиура), расположенного на средиземноморском побережье недалеко от испанской границы. На переднем плане показана церковь Нотр-Дам-де-Анж с характерной колокольней, являющаяся одной из основных местных достопримечательностей. В левом нижнем углу подпись художника: H. Matisse. Сзади на подрамнике карандашом написаны цифры «1906», причём последняя цифра исправлена из пятёрки.
А. Г. Костеневич ошибочно идентифицирует церковные постройки как капеллу Сен-Венсан. Однако эта капелла расположена на мысу, далеко вдающемся в море и у неё отсутствует колокольня; ракурс, использованный художником для изображения построек, для изображения капеллы попросту невозможен.
Картина написана летом 1905 года в один из первых приездов Матисса в Кольюр на отдых. Сразу после написания Матисс выставил картину вместе с рядом других своих работ на Осеннем салоне, там она фигурировала под названием «Летнее утро». Именно на этом салоне один из авторитетнейших в своё время художественных критиков Луи Воксель, увидев работы Матисса, Дерена, Вламинка, Марке и их друзей и соратников в окружении классических академических скульптур, воскликнул: «Донателло среди диких зверей!» — так возникло название художественного движения фовистов (от фр. les fauves  — дикие). В следующем году картина была продемонстрирована публике на персональной выставке Матисса в галерее Дрюэ, где она была обозначена как «Вид Коллиура, утро». Затем картина ещё некоторое время находилась у художника и на продажу была выставлена в самом конце 1907 года в галерее Бернхайм-Жён.
9 января 1909 года картину приобрёл московский промышленник и коллекционер С. И. Щукин. После Октябрьской революции его собрание было национализировано и эта картина среди прочих оказалась в Государственном музее нового западного искусства. После упразднения ГМНЗИ в 1948 году картина была передана в Государственный Эрмитаж. С конца 2014 года выставляется в Галерее памяти Сергея Щукина и братьев Морозовых в здании Главного Штаба (зал 436).
Исследование картины в научно-технической лаборатории Эрмитажа показало, что картина была написана не спонтанно, а после тщательной подготовки: при съёмке в инфракрасных лучах был выявлен детально проработанный подготовительный рисунок; следы этого рисунка местами заметны невооружённым глазом. Кроме того, в частном собрании находится акварельный эскиз, в значительной мере соответствующий итоговой картине.
Существовали определённые разногласия в датировке картины. Долгое время считалось что она написана в 1906 году, поскольку на Осеннем салоне 1905 года картина фигурировала под весьма неопределённым названием «Летнее утро» и никак не ассоциировалась с «Видом Коллиура». Лишь в 2008 году А. Г. Костеневич смог установить и доказать идентичность картин. По его мнению в пользу датировки картины 1905 годом говорит и то, что Матисс в работе использовал приёмы дивизионизма (пуантилизма), от которых в ближайшем будущем отказался. Ранее он отмечал, что «именно в 1905 г. Матисс переосмысляет язык дивизионизма. Наряду с раздельными мазками он вводит крупные плоскости чистого цвета, а сами раздельные мазки употребляются им не для оптического смешения тонов, а для того, чтобы создать ощущение сверкающей на солнце черепицы или морских волн».
Стилистически «Вид Коллиура» примыкает к группе других кольюрских произведений, также датируемых 1905 годом. А. Г. Костеневич отмечает особенную близость картин «Марина» (Музей современного искусства Сан-Франциско) и «Красный пляж» (собрание Падингтона, Санта-Барбара). В том же 1905 году Матисс неоднократно запечатлел церковь Нотр-Дам-де-Анж с колокольней. Известны его картины «Кольюр» (музей Артизон корпорации Бриджстоун, Токио), «Кольюрская гавань» и «Сушка сетей. Кольюр» (обе в частных коллекциях), а также акварель «Гавань в Кольюре» (Балтиморский художественный музей).
Наиболее близкой работой является «Вид Кольюра» из собрания музея Фолькванга в Эссене: здесь в той же стилистической манере изображён тот же вид, но с более приближенной и приподнятой точки зрения. Также известно более 10 рисунков карандашом и акварелью с этим видом, одна из акварелей есть в Эрмитаже.
В следующем 1906 году Матисс написал очень близкий эрмитажной картине «Пейзаж в Кольюре», однако в этой работе он уже отказался от дивизионистских приёмов, а сама местность показана хоть и с того же ракурса, но точка зрения более отдалена (Фонд Барнса).
А. Г. Костеневич отмечает несомненное влияние эрмитажного «Вида Коллиура» Матисса на работу его друга и соратника Андре Дерена «Кольюр». Этот пейзаж находится в частной коллекции и в 1976 году проходил на торгах аукционного дома Кристис. В собрании музея Фолькванг находится другой «Вид Кольюра» Дерена, в котором также обнаруживается значительное стилистическое сходство с работой Матисса (холст, масло; 65 × 81 см; инвентарный № G 317).